# MDR Schlagerwelt
MDR Schlagerwelt ist ein digital verbreitetes Hörfunkprogramm des Mitteldeutschen Rundfunks (MDR). Das Programm will „deutschsprachige Musik und Schlager trimedial bündeln“.
Es ist damit Bestandteil des trimedialen Angebots für Schlagerinteressierte Meine Schlagerwelt, zu der auch die gleichnamige Fernsehsendung und das Internetangebot gehören. Zur vollen Stunde werden Nachrichten von MDR Aktuell übernommen. Jeweils zur halben Stunde werden, je nach Bundesland, Regionalnachrichten von MDR Sachsen, MDR Sachsen-Anhalt oder MDR Thüringen gesendet. Produziert wird MDR Schlagerwelt im Funkhaus Erfurt.
Bis Januar 2027 will der MDR die Ausstrahlung von MDR Schlagerwelt über DAB+ im Rahmen des ARD-Reformprozesses einstellen.

## Moderation
Zu den Moderatoren auf MDR Schlagerwelt gehören Brigitte Mayer, Andreas Kallwitz, Holger-Ralf Ehrhardt, Stephan Burghardt, Felix Träder, Gerald Lerch, Klaus Schräder-Grau und Katharina Herz. Moderiert wird das Programm montags bis freitags von 7 Uhr bis 20 Uhr und am Wochenende 9 Uhr bis 20 Uhr.

## Programm
Neben den Schlagern aus über sechs Jahrzehnten gehört auch als fester Bestandteil das Schlager ABC zum Programm, das von NDR Schlager übernommen wird.
Seit dem 16. Oktober 2017 senden MDR Schlagerwelt und BR Schlager nachts ein gemeinsames Programm, seit dem 2. Januar 2024 ist auch NDR Schlager beteiligt. Die Schlagernacht von BR, MDR und NDR war in allen drei Schlagerprogrammen von 22 Uhr bis 6 Uhr zu hören. Seit der Beteiligung von hr4 ab dem 10. Januar 2025 wird abends bis 24 Uhr der ARD Schlagerabend gesendet, von 0 Uhr bis 6 Uhr folgt die ARD Schlagernacht.
Seit dem 21. Oktober 2017 übernimmt MDR Schlagerwelt die ARD Schlagerhitparade (bis Januar 2025: Deutsche Schlagerparade) von BR Schlager. Moderator Harry Blaha empfängt Schlagerstars, stellt Neuerscheinungen vor und präsentiert die zehn beliebtesten Schlager der Woche.
Seit dem 1. November 2018 wird täglich die Sendung „Herzliche Grüße“, moderiert von Gerald Lerch, ausgestrahlt.
Sonntags wird seit dem 6. Juni 2021 „Sonntag mit Herz“ gesendet. Moderatorin Katharina Herz präsentiert Schlager der vergangenen sechs Jahrzehnte und von heute, plaudert über die Schlagerwelt und erzählt von Kollegen, mit denen sie so manche Erinnerung teilt.
Seit dem 11. Januar übernimmt MDR Schlagerwelt von hr4 samstags ab 17 Uhr die ARD Schlagerparty.
| Uhrzeit | Montag bis Freitag                                               | Samstag                                 | Sonntag                                        |
| ------- | ---------------------------------------------------------------- | --------------------------------------- | ---------------------------------------------- |
| 00:00   | ARD Schlagernacht*                                               | ARD Schlagernacht*                      | ARD Schlagernacht*                             |
| 06:00   | Der frühe Morgen mit dem „Wort zum Tag“                          | Der frühe Morgen mit dem „Wort zum Tag“ | Der frühe Morgen mit dem „Wort zum Tag“        |
| 07:00   | MDR Schlagerwelt von sieben bis zwölf                            | Der frühe Morgen mit dem „Wort zum Tag“ | Der frühe Morgen mit dem „Wort zum Tag“        |
| 08:00   | MDR Schlagerwelt von sieben bis zwölf                            | Der frühe Morgen mit dem „Wort zum Tag“ | Der frühe Morgen mit dem „Wort zum Tag“        |
| 09:00   | MDR Schlagerwelt von sieben bis zwölf                            | MDR Schlagerwelt am Samstag             | MDR Schlagerwelt am Sonntag                    |
| 10:00   | MDR Schlagerwelt von sieben bis zwölf                            | MDR Schlagerwelt am Samstag             | MDR Schlagerwelt am Sonntag                    |
| 11:00   | MDR Schlagerwelt von sieben bis zwölf                            | MDR Schlagerwelt am Samstag             | MDR Schlagerwelt am Sonntag                    |
| 12:00   | Herzliche Grüße                                                  | Herzliche Grüße                         | Herzliche Grüße                                |
| 13:00   | MDR Schlagerwelt am Nachmittag                                   | MDR Schlagerwelt am Samstag             | Sonntag mit Herz – mit Katharina Herz          |
| 14:00   | MDR Schlagerwelt am Nachmittag                                   | MDR Schlagerwelt am Samstag             | Sonntag mit Herz – mit Katharina Herz          |
| 15:00   | MDR Schlagerwelt am Nachmittag                                   | Holgers Schlageruniversum               | Sonntag mit Herz – mit Katharina Herz          |
| 16:00   | MDR Schlagerwelt am Nachmittag                                   | Holgers Schlageruniversum               | Sonntag mit Herz – mit Katharina Herz          |
| 17:00   | MDR Schlagerwelt am Nachmittag                                   | ARD Schlagerparty (von hr4 übernommen)  | Der ARD Schlagersonntag*                       |
| 18:00   | nur Freitags: ARD Schlagerhitparade (von BR Schlager übernommen) | ARD Schlagerparty (von hr4 übernommen)  | Der ARD Schlagersonntag*                       |
| 19:00   | nur Freitags: ARD Schlagerhitparade (von BR Schlager übernommen) | ARD Schlagerparty (von hr4 übernommen)  | Der ARD Schlagersonntag*                       |
| 20:00   | Der ARD Schlagerabend*                                           | ARD Schlagerparty (von hr4 übernommen)  | Die ARD Showbühne (von BR Schlager übernommen) |
| 21:00   | Der ARD Schlagerabend*                                           | ARD Schlagerparty (von hr4 übernommen)  | Der ARD Schlagerabend*                         |
| 22:00   | Der ARD Schlagerabend*                                           | ARD Schlagerparty (von hr4 übernommen)  | Der ARD Schlagerabend*                         |
| 23:00   | Der ARD Schlagerabend*                                           | ARD Schlagerparty (von hr4 übernommen)  | Der ARD Schlagerabend*                         |

* produziert von MDR Schlagerwelt, wird auch von anderen Sendern übernommen

Stand: März 2025, Quelle: MDR Schlagerwelt